# Visconde de Molelos
Visconde de Molelos é um título nobiliárquico criado por D. João VI de Portugal, por Decreto de 6 de Fevereiro de 1826, em favor de Francisco de Paula Vieira da Silva Tovar de Albuquerque, antes 1.º Barão de Molelos.
Titulares
1. Francisco de Paula Vieira da Silva Tovar de Albuquerque, 1.º Barão e 1.º Visconde de Molelos;
2. António Vieira de Tovar de Magalhães e Albuquerque, 2.º Visconde e 1.º Conde de Molelos.